# Heinrich von Knapp
Georg Heinrich von Knapp (* 2. Oktober 1827 in Wesel; † 12. Februar 1904 in Barmen) war ein deutscher Seifenfabrikant und Mitglied des preußischen Abgeordnetenhauses in der 18. Legislaturperiode (1895–1898), 19. Legislaturperiode (1898–1903) und 20. Legislaturperiode (1903–1908). Er war Teilhaber des Hauses „G. H. Orth“ in Barmen, ein Betrieb seines Schwiegervaters.

## Leben
Von Knapp besuchte die Realschule und das Gymnasium in Elberfeld. Ab 1865 war er Stadtverordneter und für die Nationalliberale Partei war er von 1895 bis zu seinem Tode für den Wahlkreis Düsseldorf 2 (Elberfeld, Barmen) Mitglied im preußischen Abgeordnetenhaus.

## Familie
Von Knapp heiratete am 4. Juni 1856 Emma Christina Orth (1829–1907). Aus der Ehe entstammen ein Sohn Carl von Knapp (1860–1943) und eine Tochter. Emma von Knapp (1863–1907) heiratete 1881 den Unternehmer Adolf Vorwerk (1853–1925), den Mitbegründer und späteren Alleininhaber der Firma Vorwerk & Sohn in Barmen.